# Färd
Färd är en svensk kortfilm från 2000 i regi av Jens Jonsson. I rollerna ses Malena Engström och Jan Ärfström.